# مصطفى حمشو
مصطفى حمشو مواليد 10 أكتوبر 1953 في اللاذقية، هو ملاكم سوري سابق صنّف ضمن فئة الوزن المتوسط.

## إحصائيات
خاض خلال مسيرته 51 نزالا، فاز في 44 وتعادل في 2 وخسر في 5. فاز بالضربة القاضية في 28 نزالا.

## روابط خارجية
- مصطفى حمشو على موقع بوكس ريك (الإنجليزية) (registration required)